# Ischnocnemis minor
Ischnocnemis minor är en skalbaggsart som beskrevs av Bates 1880. Ischnocnemis minor ingår i släktet Ischnocnemis och familjen långhorningar. Inga underarter finns listade i Catalogue of Life.